# Хонконг Оупън
Хонконг Оупън (на английски: Hong Kong Open е турнир по тенис за мъже и жени, провеждан на открито на твърди кортове в Хонконг.

## История
Откритото първенство на Хонг Конг (известно още като Откритото първенство на Салем) е турнир по тенис за мъже, който се провеждаше в Хонконг в Гран При турнето от (1973 – 1987) и ATP Тура от (1990 – 2002). Играчите се състезават в тенис център Виктория Парк, на външни твърди кортове. Майкъл Ченг държи рекорда по брой победи с три титли.
През 2001 г. организаторите променят официалното лого, поеади законодателни промени, които ограничават спонсорството на тютюневи изделия, за да включат логото на „Perrier“, което накара активистите срещу тютюнопушенето да твърдят, че организаторите са използвали вратичка в клаузата за спонсорство.
Турнирът за мъже е заменен през 2003 г. от Тайланд Оупън.
Състезание за жени се провежда в Хонконг от 1980 до 1982 г., и след това още веднъж през 1993 г., като събитие от ниво IV на WTA Tour. Уенди Търнбул спечели две титли в това състезание.
Започвайки от 2014 г., Хонконг Тенис Оупън отново се провежда, като събитие на WTA International и оттогава привлича много топ тенисистки. Понастоящем спонсориран от Prudential и наричан Prudential Hong Kong Tennis Open е организиран от Хонконгската тенис асоциация, турнирът се провежда ежегодно в началото на октомври във Виктория Парк, Козуей Бей.
През 2018 г. турнирът е награден с Международния турнир на годината на WTA.
Турнирът не се е провеждал от 2018 г. Откритото първенство на Хонг Конг 2019 е отменено поради протестите в Хонконг през 2019 – 20 г. Откритото първенство на Хонг Конг през 2020 г. и 2021 г. са отменени поради пандемията от КОВИД-19 в Хонконг. Поради опасения относно сигурността и благосъстоянието на тенисистката Пън Шуай след обвиненията ѝ в сексуално насилие срещу лидера на Китайската комунистическа партия Чжан Гаоли, всички събития на WTA в Китай, включително Хонконг са прекратени за неопределено време.
Както бе обявено от Асоциацията на професионалистите по тенис през юни 2023 г., турнирът за мъже ще бъде преместен от Пуна, Махаращра Оупън и ще бъде върнат в Хонконг през януари 2024 г. Турнирът ще се проведе от 1 до 7 януари на открити твърди кортове с общ награден фонд от над $ 650 000. Турнирът се очаква да бъде спирка за играчите по пътя им към Аустралиън Оупън.

## Финали

### Сингъл мъже
| Година  | Шампион                   | Финалист                  | Резултат                          |
| ------- | ------------------------- | ------------------------- | --------------------------------- |
| 2025    | Александър Мюлер          | Кей Нишикори              | 2 – 6, 6 – 1, 6 – 3               |
| 2024    | Андрей Рубльов            | Емил Руусувуори           | 6 – 4, 6 – 4                      |
| 2003-23 | Турнирът на се провежда   | Турнирът на се провежда   | Турнирът на се провежда           |
| 2002    | Хуан Карлос Фереро        | Карлос Моя                | 6 – 3, 1 – 6, 7 – 6(7 – 4)        |
| 2001    | Марсело Риос              | Райнер Шютлер             | 7 – 6(7 – 3), 6 – 2               |
| 2000    | Николас Кифер             | Марк Филипусис            | 7 – 6(7 – 4), 2 – 6, 6 – 2        |
| 1999    | Андре Агаси               | Борис Бекер               | 6 – 7(4 – 7), 6 – 4, 6 – 4        |
| 1998    | Кенет Карлсен             | Байрън Блек               | 6 – 2, 6 – 0                      |
| 1997    | Майкъл Ченг               | Патрик Рафтър             | 6 – 3, 6 – 3                      |
| 1996    | Пийт Сампрас              | Майкъл Ченг               | 6 – 4, 3 – 6, 6 – 4               |
| 1995    | Майкъл Ченг               | Йонас Бьоркман            | 6 – 3, 6 – 1                      |
| 1994    | Майкъл Ченг               | Патрик Рафтър             | 6 – 1, 6 – 3                      |
| 1993    | Пийт Сампрас              | Джим Къриър               | 6 – 3, 6 – 7(1 – 7), 7 – 6(7 – 2) |
| 1992    | Джим Къриър               | Майкъл Ченг               | 7 – 5, 6 – 3                      |
| 1991    | Рихард Крайчек            | Уоли Масур                | 6 – 2, 3 – 6, 6 – 3               |
| 1990    | Пат Кеш                   | Алекс Антонич             | 6 – 3, 6 – 4                      |
| 1989    | Турнирът на се провежда   | Турнирът на се провежда   | Турнирът на се провежда           |
| 1988    | Турнирът на се провежда   | Турнирът на се провежда   | Турнирът на се провежда           |
| 1987    | Елиът Телчър              | Джон Фицджералд           | 6 – 7, 3 – 6, 6 – 1, 6 – 2, 7 – 5 |
| 1986    | Рамеш Кришнан             | Андрес Гомес              | 7 – 6, 6 – 0, 7 – 5               |
| 1985    | Андрес Гомес              | Аарон Крикстейн           | 6 – 3, 6 – 3, 3 – 6, 6 – 4        |
| 1984    | Андрес Гомес              | Томаш Шмид                | 6 – 3, 6 – 2                      |
| 1983    | Уоли Масур                | Сами Джамалва младши      | 6 – 1, 6 – 1                      |
| 1982    | Пат Дюпре                 | Морис Скип Строуд         | 6 – 3, 6 – 3                      |
| 1981    | Ван Виницки               | Марк Едмъндсън            | 6 – 4, 6 – 7, 6 – 4               |
| 1980    | Иван Лендъл               | Брайън Тичър              | 5 – 7, 7 – 6, 6 – 3               |
| 1979    | Джими Конърс              | Пат Дюпре                 | 7 – 5, 6 – 3, 6 – 1               |
| 1978    | Елиът Телчър              | Пат Дюпре                 | 6 – 4, 6 – 3, 6 – 2               |
| 1977    | Кен Розуол                | Том Горман                | 7 – 5, 6 – 3, 6 – 1               |
| 1976    | Кен Розуол                | Илие Настасе              | 1 – 6, 6 – 4, 7 – 6, 6 – 0        |
| 1975    | Том Горман                | Сенди Майер               | 6 – 3, 6 – 1, 6 – 1               |
| 1974    | Не е завършен поради дъжд | Не е завършен поради дъжд | Не е завършен поради дъжд         |
| 1973    | Род Лейвър                | Чарли Пасарел             | 6 – 3, 3 – 6, 6 – 2, 6 – 2        |

### Сингъл жени
| Година  | Шампион                | Финалист            | Резултат                   |
| ------- | ---------------------- | ------------------- | -------------------------- |
| 2023    | Лейла Фернандес        | Катерина Синякова   | 3 – 6, 6 – 4, 6 – 4        |
| 2019-22 | Не се провежда         | Не се провежда      | Не се провежда             |
| 2018    | Даяна Ястремска        | Ван Цян             | 6 – 2, 6 – 1               |
| 2017    | Анастасия Павлюченкова | Дария Гаврилова     | 5 – 7, 6 – 3, 7 – 6(7 – 3) |
| 2016    | Каролине Возняцки      | Кристина Младенович | 6 – 1, 6 – 7(4 – 7), 6 – 2 |
| 2015    | Йелена Янкович         | Анджелик Кербер     | 3 – 6, 7 – 6(7 – 4), 6 – 1 |
| 2014    | Сабине Лисицки         | Каролина Плишкова   | 7 – 5, 6 – 3               |
| 1994-13 | Не се провежда         | Не се провежда      | Не се провежда             |
| 1993    | Уанг Шитинг            | Мариан Вердел       | 6 – 4, 3 – 6, 7 – 5        |
| 1983-92 | Не се провежда         | Не се провежда      | Не се провежда             |
| 1982    | Катрин Йексел          | Алиша Мултън        | 6 – 3, 7 – 5               |
| 1981    | Уенди Търнбул          | Сабина Симъндс      | 6 – 3, 6 – 4               |
| 1980    | Уенди Търнбул          | Марси Луи           | 6 – 0, 6 – 2               |